# Flemingsburg
Flemingsburg é uma cidade localizada no estado americano de Kentucky, no Condado de Fleming.

## Demografia
Segundo o censo americano de 2000, a sua população era de 3010 habitantes.
Em 2006, foi estimada uma população de 3092, um aumento de 82 (2.7%).

## Geografia
De acordo com o United States Census Bureau tem uma área de
6,8 km², dos quais 6,6 km² cobertos por terra e 0,2 km² cobertos por água. Flemingsburg localiza-se a aproximadamente 272 m acima do nível do mar.

## Localidades na vizinhança
O diagrama seguinte representa as localidades num raio de 28 km ao redor de Flemingsburg.